# Куинн, Барт
Бартус А. «Барт» Куинн (англ. Bartus A. "Bart" Quinn; 19 февраля 1917 года, Форт-Уэйн, штат Индиана, США — 3 марта 2013 года, Лос-Аламитос, штат Калифорния, США) — американский профессиональный баскетболист, отыгравший в Национальной баскетбольной лиге всего один сезон.

## Ранние годы
Барт Куинн родился в 1913 году в городе Форт-Уэйн (штат Индиана), учился там же в центральной католической школе, в которой играл за местную баскетбольную команду.

## Студенческая карьера
В 1942 году окончил Университет Толидо, где в течение четырёх лет играл за команду «Толидо Рокетс», в которой провёл успешную карьеру. При Куинне «Рокетс» ни разу не выигрывали ни регулярный чемпионат, ни турнир конференции Independent, а также ни разу не выходили в плей-офф студенческого чемпионата США. На протяжении всей своей студенческой карьеры Барт Куинн был лидером «Ракет», после завершения которой был введён в спортивный зал славы университета Толидо.

## Профессиональная карьера
Играл на позиции лёгкого форварда. В 1937 году Барт Куинн заключил соглашение с командой «Форт-Уэйн Дженерал Электрикс», выступавшей в Национальной баскетбольной лиге (НБЛ), в которой провёл всю свою непродолжительную спортивную карьеру. Всего в НБЛ провёл один сезон. Куинн один раз включался во 2-ю сборную всех звёзд НБЛ (1938). Всего за карьеру в НБЛ Барт сыграл 18 игр, в которых набрал 170 очков (в среднем 9,4 за игру).